# Zouhaier Dhaouadi
Pour les articles homonymes, voir Dhaouadi.
Zouhaier Dhaouadi (arabe : زهير الذوادي), né le 1er janvier 1988 à Kairouan, est un footballeur international tunisien évoluant au poste d'ailier entre 2005 et 2024.

## Clubs
Formé à la Jeunesse sportive kairouanaise, il signe en juillet 2006 un contrat de quatre ans avec le Club africain pour une somme de 250 000 dinars.
Le 9 juillet 2012, libre de tout contrat, il s'engage pour trois saisons à l'Évian TG FC, où il retrouve son coéquipier de la sélection nationale, l'attaquant Saber Khalifa. Cependant, le 29 décembre, il résilie son contrat d'un commun accord avec le club et rejoint le Club africain.
Après avoir été informé qu'il ne serait pas titulaire lors de la saison 2015-2016, il décide de résilier à l'amiable son contrat avec le Club africain. Le 5 août 2015, il s'engage officiellement avec le club saoudien d'Al-Wehda.
Une année plus tard, le 3 août 2016, Zouhaier Dhaouadi signe un contrat de trois saisons avec l'Étoile sportive du Sahel. Toutefois, le 5 décembre 2017, il revient au Club africain avec un contrat de six mois.

## Sélection nationale
Longtemps international espoir, il honore sa première sélection nationale le 15 novembre 2006 lors d'un match disputé contre la Libye (2-0). Il est appelé par Faouzi Benzarti pour la CAN 2010. À ce titre, il marque lors du premier match contre la Zambie.
En février 2011, lors du championnat d'Afrique des nations, il participe à tous les matchs avec la Tunisie. En finale, son équipe bat l'Angola (3-0) et remporte la compétition. Il termine meilleur joueur de la compétition.

## Palmarès

### Club africain
- Championnat de Tunisie (2) : 2008, 2015
- Coupe nord-africaine des clubs champions (2) : 2008, 2009
- Coupe de Tunisie (1) : 2018

### Sélection
- Championnat d'Afrique des nations (1) : 2011

## Distinctions personnelles
- Ballon d'or tunisien 2010
- Meilleur buteur du CHAN 2011 avec trois buts
- Meilleur joueur du CHAN 2011